# Brzegowski Wierch
Der Brzegowski Wierch ist ein Berg in den polnischen Pogórze Bukowińskie, einem Gebirgszug der Pogórze Spisko-Gubałowskie, mit 921 Metern Höhe über dem Meeresspiegel.

## Lage und Umgebung
Der Brzegowski Wierch liegt im Hauptkamm Brzegowski Dział. Östlich des Gipfels fließt der Gebirgsfluss Białka.

## Tourismus
Der Gipfel ist von allen umliegenden Ortschaften leicht erreichbar. Er liegt auf dem Gebiet des Ortes Brzegi. Er liegt außerhalb des Tatra-Nationalparks.